# 春水 (越南政治人物)
春水（1912年—1985年），原名阮仲壬，越南政治活动家、外交家、诗人，曾出任越南社会主义共和国外交部长。
1912年9月2日出生在河东省怀德府慈廉縣芳粳總芳粳社（今属河内市南慈廉郡芳粳坊）。1930年从事记者工作，并于1941年加入印支共产党。1938年至1943年，他被法国殖民当局关押于山罗监狱。1944年至1955年，他是越南獨立同盟會旗下《救国报》主编，直接接受长征同志的领导。同时，他还是一位诗人，他的诗作还广泛存在于越南大中小学的教材之中。
1963年4月至1965年4月，春水担任外交部长一职，1968年至1973年作为越方谈判代表团团长（部长级）参加巴黎和平协定的谈判工作。
春水是越南第一届（1946年）至第八届（1987年）国会代表。1955年被选为越共中央候补委员，1960至1982年均当选越共中央委员。他曾任越共中央对外部部长、西部工作部部长、民运及阵线部部长等职。1981年至1982年，国家会议副主席兼秘书长，1981年任越南国会副主席。